# اسپنسر ماونتن (کارولینای شمالی)
اسپنسر ماونتن (به انگلیسی: Spencer Mountain) شهری در ایالت کارولینای شمالی کشور ایالات متحده آمریکا است که جمعیت آن در سرشماری سال ۲۰۱۰ میلادی، ۳۷ نفر بوده‌است.